# Jerky (Fleischerzeugnis)

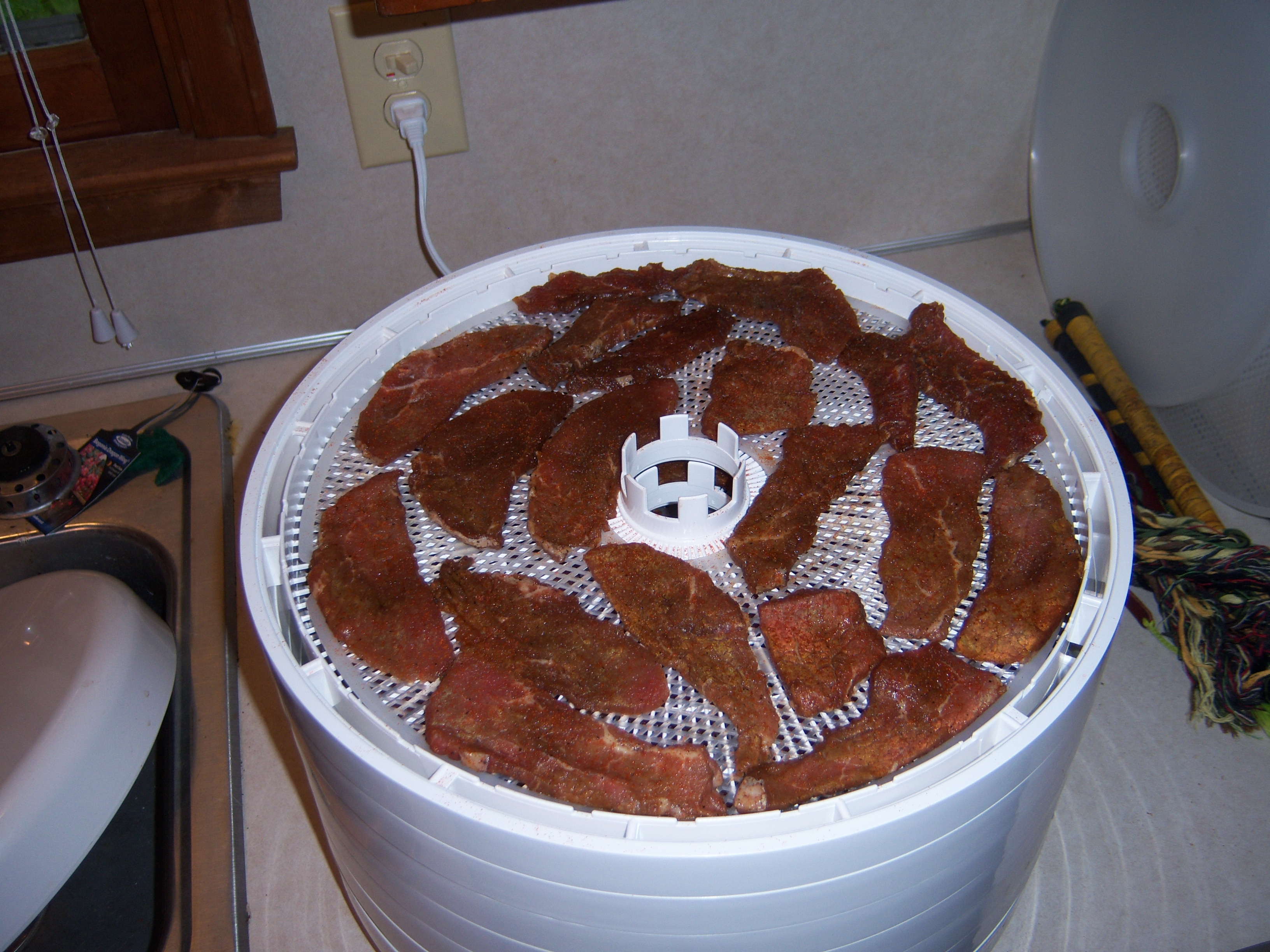
Jerky im Dörrautomaten

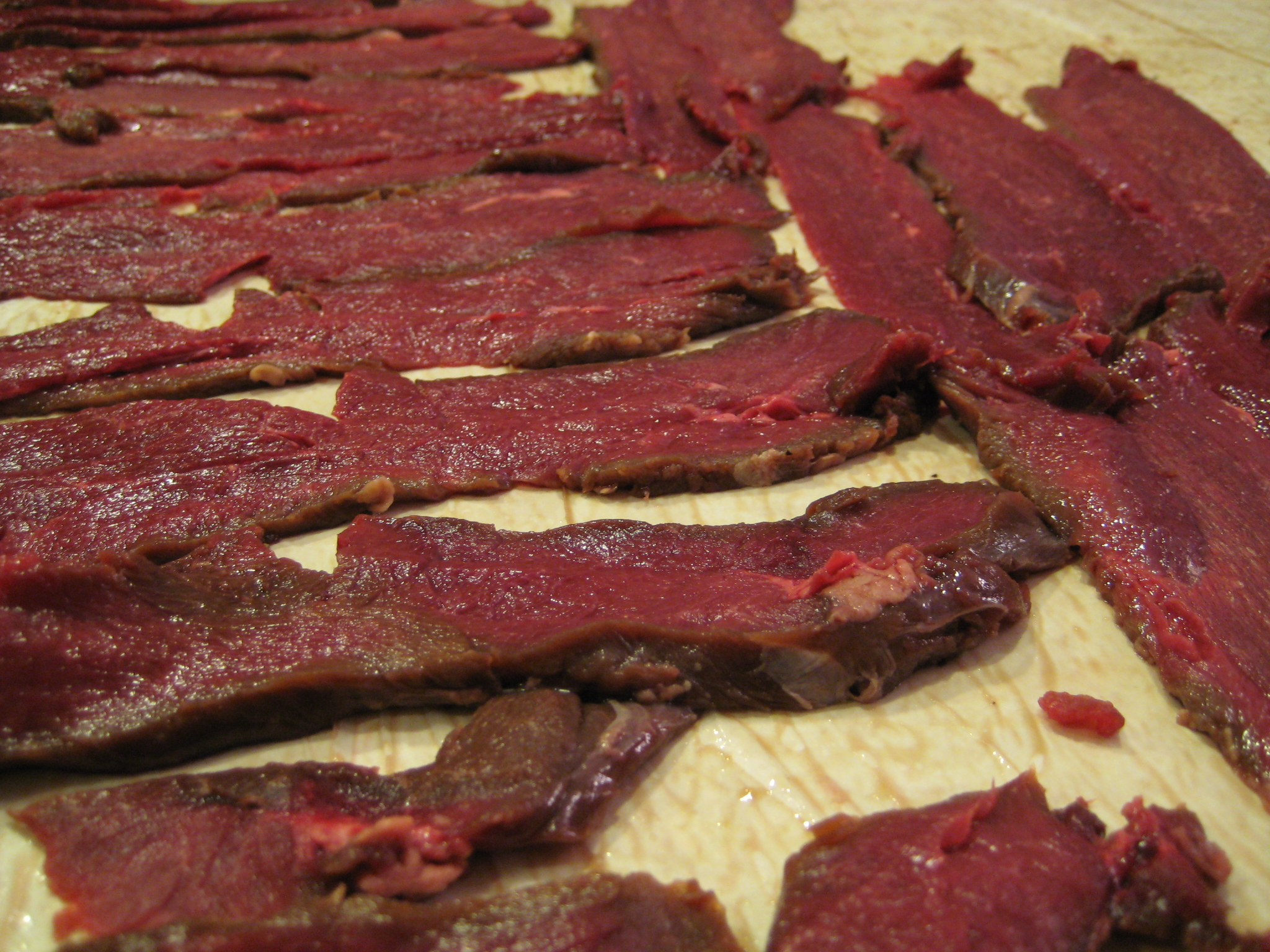
Jerky aus Wildfleisch

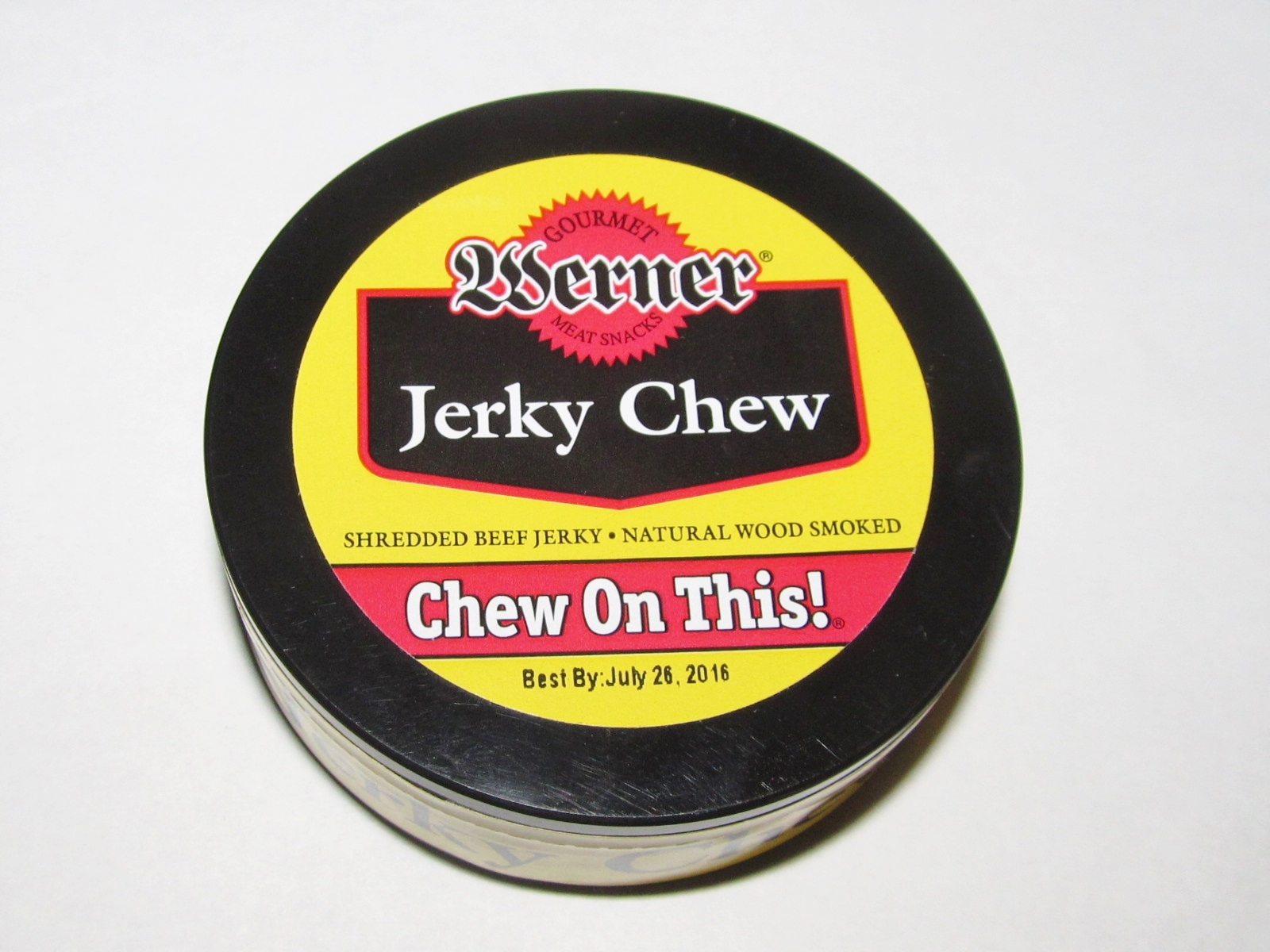
Zerkleinertes, geräuchertes Beef Jerky

Jerky ist ein Fleischerzeugnis der amerikanischen Küche, das meist in einer Kombination aus Pökeln, Räuchern und Trocknung hergestellt wird. Das Räuchern und das Pökeln sind alternativ und werden nur zur Geschmacksveredelung angewendet.
Für Jerky werden aus sehr magerem Fleisch dünne Streifen geschnitten oder auch aus Hackfleisch geformt, am meisten aus Rindfleisch (Beef Jerky), aber auch Geflügel-, Wild-, Hammel- oder Lammfleisch sind möglich. Jerky weist einen Feuchtigkeitsgehalt von 30 bis 40 % und einen aw-Wert von 0,55 bis 0,70 auf, wodurch das Bakterienwachstum verhindert wird und keine Kühlung erforderlich ist.
Es ist mit dem Biltong der südafrikanischen und namibischen Küche insofern verwandt, als es sich ebenfalls um gewürztes Trockenfleisch handelt; typische Zutaten, Geschmack und Herstellungsverfahren weichen jedoch voneinander ab.

## Etymologie
Das englische Wort jerky stammt von spanisch charqui ab und dieses wiederum von dem Quechua-Wort ch’arki, das „getrocknetes Fleisch“ bedeutet. Neben der hispanisierten Schreibweise charqui (oder auch charquí mit Akzent) entstand auch die portugiesische Wortform charque.
Eine alternative Theorie bringt spanisch charqui mit dem französischen Verb charcuter in Verbindung, das aus charcutier (französisch für „Fleischer“) rückgebildet wurde und so viel wie „zerschnippeln“ oder auch „zerhacken“ bedeutet. Französische Piraten nannten angeblich getrocknetes und geräuchertes Schweinefleisch charcuitier.

## Zubereitung
Die Dicke der Fleischstreifen sollte nicht dicker als ¼ Zoll sein, um eine gleichmäßige Trocknung bis in den Kern zu gewährleisten. Das sämtliche Fett wird vom Fleisch entfernt, da es schnell ranzig wird. Wenn ein zäher Jerky gewünscht wird, schneidet man das Fleisch mit der Faser. Quer zur Faser geschnitten, ergibt einen zarteren Jerky. Für Jerky aus Hackfleisch wird das gewürzte Fleisch von Hand oder mit einer speziellen Presse zu Streifen geformt, und wie bei ganzen Muskelfleischabschnitten sollten die Fleischstreifen nicht dicker als ¼ Zoll sein.
Teils wird Fleischzartmacher verwendet. Das Fleisch kann für mehr Geschmack und Zartheit mariniert werden. Marinadenrezepte können Öl, Salz, Gewürze und saure Zutaten wie Essig, Zitronensaft, Teriyaki oder Sojasauce oder Wein enthalten. Aus gesundheitlichen Gründen wird das Fleisch vor dem Trocknen erhitzt, dies kann auch in der Marinade geschehen. Danach werden die erhitzten (abgetrockneten, marinierten) Fleischstreifen getrocknet, wobei sie auf Bleche oder Roste ausgelegt werden.

## Gesundheitsrisiken
Das Trocknen an der Sonne und die adiabatische (Schatten-)Trocknung sind die ältesten und am weitesten verbreiteten Methoden der Lebensmittelkonservierung, doch ist die Trocknung von Fleisch (vor allem an der Sonne und in Dörrapparaten) problematisch. Erkrankungen aufgrund von Salmonellen und E. coli O157: H7 aus hausgemachtem Jerky warfen Fragen zu traditionellen Trocknungsmethoden für Jerky von Rindfleisch und Wild auf. Die derzeitige Empfehlung für eine gesundheitlich unbedenkliche Zubereitung von Jerky ist, das Fleisch vor dem Dehydratisierungsprozess auf 70 °C und das Geflügel auf 75 °C zu erhitzen, damit vorhandene Bakterien durch feuchte Hitze zerstört werden. Während des Trocknungsprozesses muss eine konstante Trocknungstemperatur von 55 °C bis 60 °C aufrechterhalten werden, damit das Lebensmittel trocknet, bevor es verdirbt und genug Wasser entzogen wird, sodass Mikroorganismen nicht wachsen können. Dörrapparate erreichen meist keine Temperaturen, die hoch genug sind, um Fleisch genügend zu erhitzen.
Wenn Schweinefleisch oder Wildfleisch verwendet wird, sollte das Fleisch zuerst gegen Trichinen behandelt werden. Geräuchertes Geflügelfleisch wird rohem Geflügelfleisch wegen der Textur und des Geschmacks des fertigen Produkts für die Herstellung von Jerky vorgezogen.

## Herstellungsarten
- „Beef Jerky“ wird aus einem Stück Rindfleisch hergestellt.
- „Beef Jerky Chunked and Formed“ wird aus Fleischstücken, die geformt und in Streifen geschnitten werden, hergestellt.
- „Beef Jerky Ground and Formed“ oder „Chopped and Formed“ wird aus gemahlenem oder gehacktem Fleisch, geformt und in Streifen geschnitten. Trockenfleisch vom Rind, das Bindemittel oder Streckmittel enthält, muss den richtigen Produktnamen aufweisen (z. B. „Trockenfleisch vom Rind und Sojaproteinkonzentrat, gemahlen und geformt“).
- Für „Species Jerky Sausage“ (Wurst aus Jerky) wird das Produkt gehackt, (in jedem Stadium des Prozesses) getrocknet und in Hüllen gefüllt.[1]

## Bacon Jerky
Obwohl Bacon Jerky ebenfalls den Namen Jerky trägt, wird es auf andere Weise als traditionelles Jerky aus geräuchertem Schweinespeck hergestellt. Während traditionelles Jerky vom Fettanteil befreit, mariniert und getrocknet wird, wird Bacon Jerky mit seinem Fettanteil mit Ahornsirup, Barbecuesauce oder Sriracha gewürzt oder ungewürzt geräuchert oder auf andere Weise dehydriert.

## Umwelt
Laut einer Untersuchung von 57.000 Lebensmitteln ist Beef Jerky das Lebensmittel mit der höchsten Umweltbelastung pro 100 g.